# Kevin Von Erich
Kevin Ross Adkisson (Belleville, Illinois, 15 de mayo de 1957) es un luchador profesional retirado estadounidense, quien luchó de manera profesional desde 1976 hasta 1995 con el nombre artístico de Kevin Von Erich. Kevin es el único sobreviviente de la familia de luchadores profesionales Von Erich. Junto a su padre y sus cuatro hermanos luchadores ya fallecidos, Kevin fue incluido al Salón de la Fama de la WWE en el 2009.

## Vida
Kevin nació en el seno de una familia muy ligada a la lucha libre profesional. Su padre era Jack Barton Adkisson, luchador profesional que personificaba a un malvado alemán conocido por el nombre artístico de Fritz Von Erich.
La familia Adkinsson se mudó a la ciudad de Dallas, Texas en donde Jack y su esposa Doris formaron una familia de seis hijos varones: Jack Jr. (1952-59), Kevin (1957), David (1958-84), Kerry (1960-93), Mike (1964-87) y Chris (1969-91). Excepto por Jack Jr., quien falleció a los seis años de edad, todos los chicos Adkinsson se dedicaron a la lucha profesional utilizando el nombre de fantasía del padre: "Von Erich". Excepto por Kevin, todos los chicos Von Erich murieron en plena juventud: David falleció por enfermedad mientras dormía y tres hermanos se suicidaron por diversas circunstancias (dos con arma de fuego y un tercero por drogas y analgésicos).
Kevin jugó fútbol americano como fullback para la Universidad del Norte de Texas hasta que una lesión terminó con su ilusión de jugar en la National Football League.

## Carrera
Kevin comenzó su carrera de luchador profesional como Kevin Von Erich en 1976 para la World Class Championship Wrestling (WCCW), empresa de lucha gerenciada por su propio padre, y en donde trabajó en la mayor parte de su carrera. Kevin personificó el papel del típico muchachito granjero del Medio Oeste de Estados Unidos, honesto y bien intencionado, el caballero andante que se indigna ante las malas artes y tretas que utilizan otros luchadores conocidos como heels o rudos, dispuesto a demostrar la superioridad del juego limpio y de la destreza física sobre las trampas y ardides. Joven, apuesto y dueño de una natural destreza atlética, Kevin Von Erich se convirtió en una de las más importantes estrellas de la empresa. Kevin alcanzó gran fama en la WCCW tanto luchando de manera individual como luchador en pareja, y en un gran número de oportunidades fue parte de los más importantes feudos de la WCCW.
Kevin también fue conocido por luchar descalzo, algo muy inusual en la lucha libre donde la mayoría de los luchadores usan botas de caña alta. Tiempo después Kevin admitió en un reportaje que el nunca se propuso no usar botas, pero que antes de una pelea, alguien escondió sus botas como parte de una broma y que al no poder hallarlas salió a luchar descalzo y que luego esto se convirtió en su característica distintiva. Kevin también era fanático de Jimmy Snuka, quien también solía luchar descalzo y como Snuka, Kevin ejecutar el flying body splash desde el tope de las sogas, movimiento de lucha que Snuka llamaba The Superfly.
Hacia fines de la década de 1970, Kevin se estableció en el territorio de Dallas. Sus primeros éxitos los obtuvo en 1978 luchando en pareja con su hermano menor David. En ese año, los hermanos Von Erich conquistaron dos títulos de lucha en pareja de la National Wrestling Alliance (NWA): el NWA Texas Tag Team Championship en dos ocasiones, y el NWA American Tag Team Championship. En la Navidad de 1978, Kevin se posicionó firmemente en el ranking de la NWA luego de derrotar a Bruiser Brody por el campeonato de peso completo de la NWA: la NWA American Heavyweight Championship. A inicios de la década de 1980, Kevin se convirtió en una de las estrellas más importantes de la NWA y continuó ganando numerosos campeonatos, tanto de manera individual como en equipo con una variedad de distintos compañeros, aunque sus más destacados compañeros fueron siempre sus hermanos Kerry y David. 
A medida que transcurría la década de 1980, Kevin aparecería en otros campeonatos estaduales de la NWA, incluyendo St. Louis, el Georgia Championship Wrestling y por un corto tiempo, el Florida Championship Wrestling.  Kevin también compitió en unos pocos encuentros de la World Wide Wrestling Federation.

### Los Freebird versus los Von Erich
A inicios de 1982, los Fabulous Freebirds, equipo compuesto por Michael Hayes, Terry Gordy y Buddy Roberts, dejaron el Georgia Championship Wrestling luego de haber mantenido una reunión con el booker de la WCCW Gary Hart. Ya en la WCCW el trío se convirtió muy pronto en los favoritos del público debido a la combinación única de sus talentos y de la muy buena relación existente entre ellos y como también por la amistad que existía entre los Freebirds y los chicos Von Erich. Los Frebirds escalaron rápidamente posiciones en el ranking y hacia fines de 1982, Hayes y Gordy derrotaron al equipo conformado por King Kong Bundy y Wild Bill Irwin y lograron el campeonato por parejas de la NWA: la NWA American Tag Team Championship.
En 1982, el booker Gary Hart creó un feudo entre ambos equipos y convirtió a los Freebirds en los villanos de la compañía. Durante los siguientes años los Frebirds y los Von Erich se fueron protagonistas de numerosos combates que se destacaron por su violencia física.
Kevin también tuvo un prolongado feudo con Chris Adams que se prolongó por meses y tuvieron muchos encuentros extremadamente violentos, incluido el combate en que tanto Kevin como Chris utilizaron sillas para lastimarse y en que ambos luchadores terminaron hospitalizados. Kevin también tuvo a Adams como pareja en numerosos combates antes y después del feudo. Fuera del ring, Kevin y Chris eran buenos amigos; Kevin ayudó a llevar el féretro en el funeral de Adams en 2001 y viajó a Inglaterra para visitar a la familia de Adams. Kevin declaró que Adams fue el más duro oponente que jamás haya enfrentado en su carrera, y que aún guarda un gran respeto por el luchador inglés.
Kevin se enfrentó en varias oportunidades con Ric Flair, por entonces campeón de la NWA World Champ, en combates en los que ninguno de los dos se sacaron mucha diferencia, incluyendo el evento principal en el homenaje realizado para el segundo aniversario del fallecimiento de su hermano David: el 2nd David Von Erich Memorial Parade of Champions en el Texas Stadium, aunque Kevin nunca obtuvo el título.
Luego del fracaso del SuperClash III, en 1989, Kevin estuvo en desacuerdo con la decisión de su padre de vender la empresa a Jerry Jarrett, quien ya era propietario de la CWA de Memphis, al contrario de la reacción de su hermano quien recibió con agrado la llegada de Jarrett quien fusionó ambas empresas en la USWA. Tiempo después, luego de agrias disputas e incluso una demanda judicial contra Jarret, Kevin recuperó la WCCW de la USWA en 1990, pero Kevin no pudo hacer resurgir la popularidad de la empresa construida por su padre y no tuvieron otra opción que cerrar la empresa en noviembre de 1990.
Durante ese período, Kevin compitió en muy pocos combates; participó en algunos combates promocionados por el mismo Chris Adams o Gary Hart, Kevin no participó en el encuentro del 4 de agosto de 1989 en el que la World Class se transformó formalmente en la USWA Texas.
Los últimos momentos de gloria de Kevin ocurrieron a mediados de 1990 mientras competía para la empresa NWA de Jim Crockett. Allí Kevin obtuvo el título vacante de pesos pesados de Norteamérica, anteriormente ostentado por Chris Adams. Luego Kevin formó una breve alianza con el mánager Skandor Akbar. Kevin dejó de realizar apariciones en el ring e hizo su retiro formal a fines de 1995.

## Su vida luego del retiro
Kevin se retiró de la lucha en 1995. Él y su familia se mudaron de su rancho familiar en el condado de Denton, Texas, en donde Kevin y sus hermanos fueron criados, para trasladarse a su residencia actual en la costa norte de la isla de Kauai en Hawái, en donde Kevin dirige los negocios familiares. En su tiempo libre, Kevin disfruta de pescar y de pasar tiempo en la playa con su familia. Kevin ha estado casado por más de 25 años. Él ha tenido cuatro hijos; Kristen Rain (nacida el 2 de febrero de 1981), Jillian Lindsey (nacida el 10 de febrero de 1985), David Michael Ross (nacido el 1 de junio de 1988) y Kevin Marshall (nacido el 10 de noviembre de 1992). Kevin se convirtió en abuelo primera vez el 22 de septiembre de 2004 de una niña llamada Adeline Claire.

## Biografía llevada al cine
La vida de la familia Von Erich es retratada en la película The Iron Claw, con Zac Efron personificando al mítico luchador Kevin Von Erich. El largometraje es dirigido por Sean Durkin y se estrenó el 22 de diciembre de 2023 por A24.